# ランドローバー・レンジローバー (L405)
L405型レンジローバー（Range Rover L405）は、インド・タタ自動車の子会社である、ランドローバーが生産している4代目ランドローバー・レンジローバーである。2012年8月に発表され、詳細は2012年9月6日に発表された。以前のモデルまでは日本仕様のみにヴォーグのサブネームがあったが、当モデルからヴォーグはなくなり、ヴォーグはグレードのひとつとなった。

## 概要
新型レンジローバーは初となるオールアルミモノコックが採用された。その結果車両重量は3代目レンジローバーより420 kg削減された。テレインレスポンスもテレインレスポンス2に進化し、路面状況に応じて自動的に車両のセッティングが最適化されるようになった。ガソリンエンジンはV型8気筒のジャガー・AJ-V8エンジンが搭載され、5.0L V型8気筒の自然吸気エンジンとスーパーチャージャー付きエンジンが選択できる。ディーゼルエンジンはフォード・AJDエンジンが搭載され、馬力334bhp,トルク71.3kg-mを誇るツインターボの4.4L V型8気筒ターボディーゼルSDV８と3.0L V型6気筒ツインターボディーゼルTDV６が選択できる。
2013年2月、スーパーチャージャー付きの3.0L V6ガソリンエンジンが追加された。
2013年8月、ランドローバー初となるハイブリッドモデルが追加された。最高出力292psの3.0L V6ディーゼルエンジンに、35kWのモーターが組み合わされる。

### 日本での販売

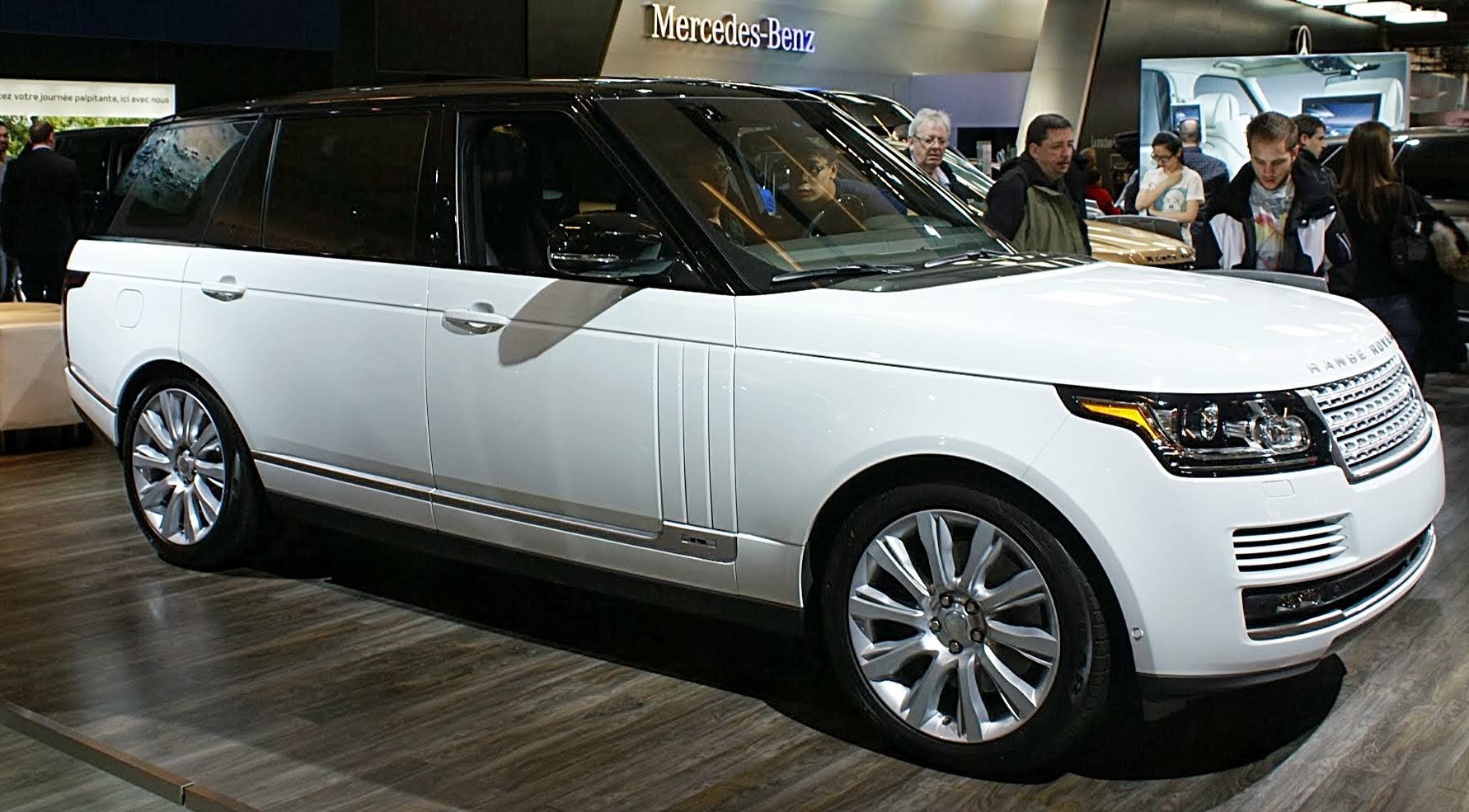

2013年1月、日本では同年3月2日に発売されることが発表された。日本には「5.0 V8 ヴォーグ」「5.0 V8 スーパーチャージド ヴォーグ」「オートバイオグラフィー」の3グレードが導入され、全車ガソリン仕様と発表された。
2013年3月、発売。
2013年9月、2014年モデル発売。スーパーチャージャー付きの3.0L V6エンジンを搭載した「3.0 V6 スーパーチャージド ヴォーグ」追加されたほか、全グレードにアイドリングストップ機能が採用された。。
2014年3月、ロングホイールベース仕様発売。日本には「3.0 V6 スーパーチャージド ヴォーグ LWB」「オートバイオグラフィー LWB」の2グレードが導入された。
2014年7月7日、特別仕様車「プレミアムエディション」が30台限定で販売された。「レンジローバー 3.0 V6 スーパーチャージド ヴォーグ」をベースに、安全装備や快適装備がより充実された。
2015年1月26日、2015年モデル発表。アダプティブクルーズコントロールが標準装備されたほか、新たに「オールテレイン・プログレス・コントロール・システム（ATPC）」が導入された。
2015年10月1日、2016年モデル発表。新グレードとして「SVオートバイオグラフィー」が追加された。
2016年12月8日、2017年モデル発表。3.0L V6ディーゼルターボエンジン搭載モデルが追加されたほか、新グレードとして「SVオートバイオグラフィー ダイナミック」が追加された。
2018年4月27日、2018年モデル発表。V型8気筒スーパーチャージドガソリンエンジンの出力が向上された。
2018年6月27日、最高出力300psの2.0L 直列4気筒ターボのガソリンエンジンに、最高出力116psの駆動用モーターを組み合わせたパラレル式ハイブリッドシステム搭載モデルが追加された。PHEVモデルはランドローバー初となる。
2019年7月18日、特別仕様車「SVOデザインエディション2019」が15台限定で発売された。3.0L V6ディーゼルターボエンジンを搭載した「ヴォーグ」をベースに、SVOが設計・開発を行ったボディーキットが装備された。
2019年12月23日、2020年モデル発表。3.0L V6スーパーチャージャー付きガソリンエンジンが廃止された。
| グレード                             | 製造年                | エンジン型式 | エンジン          | 排気量  | 最大出力        | 変速機 |
| ------------------------------------ | --------------------- | ------------ | ----------------- | ------- | --------------- | ------ |
| SV Autobiography                     | 2015年10月-2016年12月 | 508PS型      | 水冷V型8気筒 DOHC | 4,999cc | 550ps/69.3kg・m | 8速AT  |
| Autobiography                        | 2013年3月-2016年12月  | 508PS型      | 水冷V型8気筒 DOHC | 4,999cc | 510ps/63.8kg・m | 8速AT  |
| 5.0 V8 SUPERCHAGED VOGUE             | 2013年3月-2016年12月  | 508PS型      | 水冷V型8気筒 DOHC | 4,999cc | 510ps/63.8kg・m | 8速AT  |
| Autobiography LWB                    | 2014年3月-2016年12月  | 508PS型      | 水冷V型8気筒 DOHC | 4,999cc | 510ps/63.8kg・m | 8速AT  |
| 5.0 V8 VOGUE                         | 2013年3月-2013年9月   | 508PN型      | 水冷V型8気筒 DOHC | 4,999cc | 375ps/52.0kg・m | 8速AT  |
| 3.0 V6 SUPERCHAGED VOGUE (380ps)     | 2015年10月-2016年12月 | 306PS型      | 水冷V型6気筒 DOHC | 2,994cc | 380ps/450N・m   | 8速AT  |
| 3.0 V6 SUPERCHAGED VOGUE LWB (380ps) | 2015年10月-2016年12月 | 306PS型      | 水冷V型6気筒 DOHC | 2,994cc | 380ps/450N・m   | 8速AT  |
| 3.0 V6 SUPERCHAGED VOGUE             | 2013年9月-2015年10月  | 306PS型      | 水冷V型6気筒 DOHC | 2,994cc | 340ps/45.9kg・m | 8速AT  |
| 3.0 V6 SUPERCHAGED VOGUE LWB         | 2014年3月-2015年10月  | 306PS型      | 水冷V型6気筒 DOHC | 2,994cc | 340ps/45.9kg・m | 8速AT  |
| 3.0 V6 SUPERCHAGED VOGUE (340ps)     | 2015年10月-2016年12月 | 306PS型      | 水冷V型6気筒 DOHC | 2,994cc | 340ps/45.9kg・m | 8速AT  |

| エンジン型式              | 最高出力 kW (PS)/rpm   | 最大トルク Nm/rpm | 総排気量 cc | グレード                                      | 製造年                |
| ------------------------- | ---------------------- | ----------------- | ----------- | --------------------------------------------- | --------------------- |
| 3.0L TDV6                 | 190 (258) /3,750       | 600 /1,750-2,250  | 2,992       | ヴォーグ                                      | 2016年12月-           |
| 3.0L TDV6                 | 190 (258) /3,750       | 600 /1,750-2,250  | 2,992       | オートバイオグラフィー                        | 2016年12月-           |
| P400e                     | 297 (404) /1,500-4,000 | 640 /1,500-3,500  | 1,997       | ヴォーグ                                      | 2018年6月-            |
| P400e                     | 297 (404) /1,500-4,000 | 640 /1,500-3,500  | 1,997       | オートバイオグラフィー                        | 2018年6月-            |
| P400e                     | 297 (404) /1,500-4,000 | 640 /1,500-3,500  | 1,997       | ヴォーグ ロングホイールベース                 | 2018年6月-            |
| P400e                     | 297 (404) /1,500-4,000 | 640 /1,500-3,500  | 1,997       | オートバイオグラフィー ロングホイールベース   | 2018年6月-            |
| P400e                     | 297 (404) /1,500-4,000 | 640 /1,500-3,500  | 1,997       | SVオートバイオグラフィー ロングホイールベース | 2018年6月-            |
| 3.0L V6スーパーチャージド | 250 (340) /6,500       | 450 /3,500        | 2,994       | ヴォーグ                                      | 2016年12月-2019年12月 |
| 3.0L V6スーパーチャージド | 280 (380)/ 6,500       | 450 /3,500        | 2,994       | ヴォーグ                                      | 2016年12月-2019年12月 |
| 3.0L V6スーパーチャージド | 280 (380)/ 6,500       | 450 /3,500        | 2,994       | ヴォーグ ロングホイールベース                 | 2016年12月-2019年12月 |
| 5.0L V8スーパーチャージド | 386 (525) /6,500       | 625 /2,500-3,500  | 4,999       | ヴォーグ                                      | 2016年12月-           |
| 5.0L V8スーパーチャージド | 386 (525) /6,500       | 625 /2,500-3,500  | 4,999       | オートバイオグラフィー                        | 2016年12月-           |
| 5.0L V8スーパーチャージド | 386 (525) /6,500       | 625 /2,500-3,500  | 4,999       | オートバイオグラフィー ロングホイールベース   | 2016年12月-           |
| 5.0L V8スーパーチャージド | 405 (550)              | 680               | 4,999       | SVオートバイオグラフィー ダイナミック         | 2016年12月-2018年4月  |
| 5.0L V8スーパーチャージド | 405 (550)              | 680               | 4,999       | SVオートバイオグラフィー                      | 2016年12月-2018年4月  |
| 5.0L V8スーパーチャージド | 416 (565) /6,500       | 700 /3,500-5,000  | 4,999       | SVオートバイオグラフィー ダイナミック         | 2018年4月-            |
| 5.0L V8スーパーチャージド | 416 (565) /6,500       | 700 /3,500-5,000  | 4,999       | SVオートバイオグラフィー                      | 2018年4月-2018年6月   |
| 5.0L V8スーパーチャージド | 416 (565) /6,500       | 700 /3,500-5,000  | 4,999       | SVオートバイオグラフィー ロングホイールベース | 2018年6月-            |